# New Path Society
New Path Society (Jamʿīyat-e rāh-e now) var en organisation för kvinnors rättigheter i Iran, grundad 1955. 

## Historik
En rad kvinnogrupper hade grundats sedan shahen 1953 återinsatts till makten, och 1950-talet var en tid av splittrade kvinnorörelse. New Path Society (Jamʿīyat-e rāh-e now) var en av dess mest framträdande. Den grundades 1955 av Irans första kvinnliga ambassadör Mehrangīz Dawlatšāhī. 
Föreningen erbjöd kvinnor välfärds- och utbildningstjänster. 1956 drev föreningen en kampanj för införandet av rösträtt för kvinnor tillsammans med Association of Women Lawyers (Anjoman-e zanān-e ḥoqūqdān) och League of Women Supporters of Human Rights (Jamʿīyat-e zanān-e ṭarafdār-e ḥoqūq-e bašar). 
År 1967 medverkade föreningen i skrivandet av 1967 års familjelag, Family Protection Law of 1967, som kraftigt utökade kvinnors rättigheter. 